# Världsmästerskapen i badminton 2017
Världsmästerskapen i badminton 2017 anordnades den 21-27 augusti i Glasgow i Skottland.

## Medaljsummering
| Pl.    | Nation     | Guld | Silver | Brons | Totalt |
| ------ | ---------- | ---- | ------ | ----- | ------ |
| 1      | Kina       | 2    | 2      | 3     | 7      |
| 2      | Japan      | 1    | 1      | 2     | 4      |
| 3      | Indonesien | 1    | 1      | 0     | 2      |
| 4      | Danmark    | 1    | 0      | 1     | 2      |
| 5      | Indien     | 0    | 1      | 1     | 2      |
| 6      | England    | 0    | 0      | 1     | 1      |
| 6      | Hongkong   | 0    | 0      | 1     | 1      |
| 6      | Sydkorea   | 0    | 0      | 1     | 1      |
| Totalt | Totalt     | 5    | 5      | 10    | 20     |

## Resultat[2]
| Event       | Guld                                      | Silver                                        | Brons                                               |
| Herrsingel  | Viktor Axelsen (DEN)                      | Lin Dan (CHN)                                 | Son Wan-ho (KOR)                                    |
| Herrsingel  | Viktor Axelsen (DEN)                      | Lin Dan (CHN)                                 | Chen Long (CHN)                                     |
| Damsingel   | Nozomi Okuhara (JPN)                      | P.V. Sindhu (IND)                             | Chen Yufei (CHN)                                    |
| Damsingel   | Nozomi Okuhara (JPN)                      | P.V. Sindhu (IND)                             | Saina Nehwal (IND)                                  |
| Herrdubbel  | Liu Cheng · och Zhang Nan (CHN)           | Mohammad Ahsan · och Rian Agung Saputro (INA) | Takeshi Kamura · och Keigo Sonoda (JPN)             |
| Herrdubbel  | Liu Cheng · och Zhang Nan (CHN)           | Mohammad Ahsan · och Rian Agung Saputro (INA) | Chai Biao · och Hong Wei (CHN)                      |
| Damdubbel   | Chen Qingchen · och Jia Yifan (CHN)       | Yuki Fukushima · och Sayaka Hirota (JPN)      | Misaki Matsutomo · och Ayaka Takahashi (JPN)        |
| Damdubbel   | Chen Qingchen · och Jia Yifan (CHN)       | Yuki Fukushima · och Sayaka Hirota (JPN)      | Kamilla Rytter Juhl · och Christinna Pedersen (DEN) |
| Mixeddubbel | Tontowi Ahmad · och Liliyana Natsir (INA) | Zheng Siwei · och Chen Qingchen (CHN)         | Chris Adcock · och Gabrielle Adcock (ENG)           |
| Mixeddubbel | Tontowi Ahmad · och Liliyana Natsir (INA) | Zheng Siwei · och Chen Qingchen (CHN)         | Lee Chun Hei · och Chau Hoi Wah (HKG)               |